# Creseide
Creseide è il nome con cui vengono indicate le monete coniate in Lidia, nel VI secolo a.C., sotto il regno di Creso.
Lo statere di Creso fu coniato inizialmente in elettro, una lega di oro e argento.
Al dritto erano raffigurati prevalentemente animali: un toro e un leone in lotta, il solo leone, cavallo.
Al rovescio la traccia dei punzoni utilizzati che lasciava un quadrato incuso.
Sono caratterizzate da una forma ovoidale e dall'uso di punzoni nel rovescio, che lasciano il tipico segno di un quadrato in incuso.
Queste monete erano già nell'antichità ritenute le prime monete coniate. I Lidi, secondo Erodoto, "furono i primi degli uomini che usarono coniare monete d'oro e d'argento". Anche Senofane esprime la stessa opinione.
La loro emissione si divide in tre fasi: più antica fu una moneta in elettro con uno statere da circa 14,2 grammi, poi furono coniate monete in oro o argento puro ma di peso inferiore.